# Касаев, Алан Таймуразович
Ала́н Таймура́зович Каса́ев (род. 8 апреля 1986, Турсунзаде) — российский футболист, полузащитник.

## Клубная карьера

### Начало карьеры
Профессиональную карьеру начал в 2002 году в клубе зоны «Центр» второго дивизиона «Титан» Реутов, за который сыграл 14 матчей. В 2003 году перешёл в клуб премьер-лиги «Шинник». Сыграл 19 матчей и забил 1 мяч за дублирующий состав, за основной состав не играл. В 2004 году перешёл в «Зенит» Санкт-Петербург. До 2006 года сыграл 28 матчей и забив 6 мячей за дублирующий состав, проведя 3 матча в розыгрышах Кубка России, в 2006 году находился в основной заявке клуба.
В 2007 году перешёл на правах аренды в «Аланию» Владикавказ, за которую провёл 36 матчей и забил 3 мяча. По окончании сезона клуб хотел полностью выкупить трансфер, однако договориться с «Зенитом» руководству «Алании» не удалось.

### «Кубань»

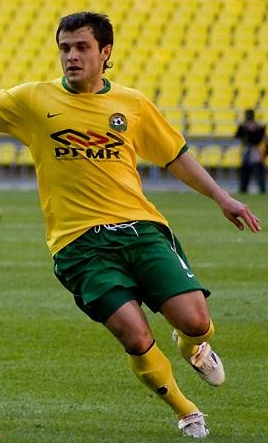
Касаев в составе «Кубани»

В начале 2008 года Касаев пополнил ряды «Кубани», в которой ярко проявил себя в сезоне 2008 года. Всего за сезон провёл 38 матчей, забил 8 мячей и отдал 12 голевых передач, являлся одним из лидеров команды, по итогам сезона был признан болельщиками лучшим футболистом года в «Кубани» вместе с Денисом Зубко, им обоим были вручены соответствующие кубки по завершении последней игры сезона 6 ноября. По версии газеты «Спорт-Экспресс», вместе с капитаном «Ростова» Михаилом Осиновым, был признан лучшим игроком сезона 2008 года в Первом дивизионе.

#### Сезон 2009
14 марта 2009 года дебютировал в премьер-лиге в игре 1 тура против казанского «Рубина» (0:3). Во втором туре в матче против московского «Спартака» (1:0) получил оценку 7,0 (из 10) и был признан лучшим игроком матча по версии газеты «Спорт-Экспресс». Игра Касаева в первой части сезона была признана успешной, благодаря этому свой интерес к игроку обозначил чемпион России «Рубин». По мнению работавшего с Касаевым в качестве тренера в «Кубани» Сергея Овчинникова, его трансферная стоимость за 2009 год выросла с 2 до 4,5 миллионов долларов. Всего в Премьер-лиге в 2009 год провёл за «Кубань» 16 матчей, в которых забил 2 мяча.

### «Рубин»

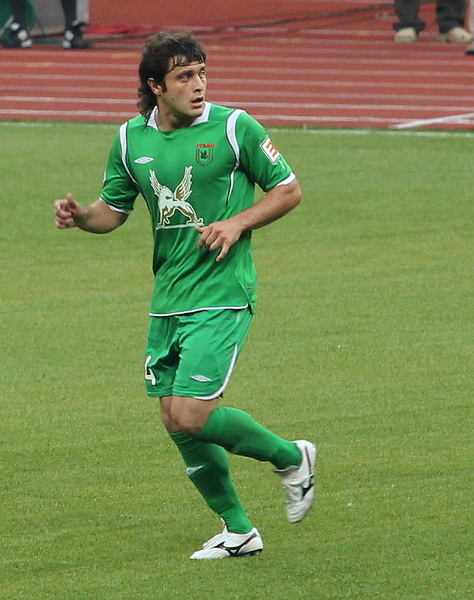
Касаев в составе «Рубина»

21 августа было сообщено, что Касаев находится в Казани, а все вопросы, связанные с его трансфером, уже решены и удовлетворяют как его самого, так и «Кубань» с «Рубином», контракт был подписан сроком на 3,5 года. По некоторым данным, сумма трансфера составила 5 млн евро. Для выступлений в составе «Рубина» Касаев выбрал номер 88. Дебютировал в составе казанцев 30 августа, выйдя на замену в выездном матче против московского «Спартака».
16 сентября 2009 года дебютировал в Лиге чемпионов, выйдя на замену Александру Рязанцеву на 83-й минуте первого матча «Рубина» в турнире, в котором казанцы потерпели выездное поражение от киевского «Динамо» со счётом 1:3.
17 октября забил первый гол за казанцев в домашнем матче с «Химками».

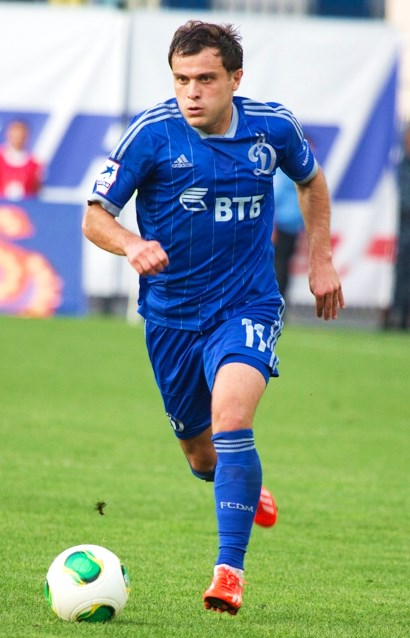
Касаев в составе «Динамо»

В сезоне 2012/13 играл с сменяющимися позициями левого полузащитника, правого полузащитника. В разгар сезона игра последовала голевая серия из нескольких матчей, Касаев стал чаще появляться в стартовом составе команды. 25 октября принёс победу «Рубину» в третьем матче группового этапа Лиги Европы с «Нефтчи» (Баку, Азербайджан, 1:0). 28 октября Касаев и Кузьмин принесли победу «Рубину» против «Анжи», лидировавшего в чемпионате.

### С сезона 2013/14
9 июля был арендован московским «Динамо», за который выступал под 11-м номером. В дебютном матче 1-го тура РФПЛ сезона 2013/14 против «Волги» забил первый мяч за новый клуб.
По истечении сезона отказался подписывать предложенный двухлетний контракт и заявил, что предпочел бы вернуться в «Рубин». Но в тот же день 16 мая 2014 года стало известно, что Касаев со следующего сезона будет выступать за московский «Локомотив». Цена трансфера — 5 млн евро, которые были прописаны в контракте Касаева с «Рубином». Дебютировал за «Локомотив» 10 августа 2014 в матче против тульского «Арсенала», выйдя на замену вместо Майкона. 21 августа провёл первый матч в составе «Локомотива» в рамках плей-офф Лиги Европы. На 45 минуте забил гол в ворота кипрского «Аполлона» (1:1).
3 июля 2018 «Балтика» и «Локомотив» согласовали аренду Касаева до окончания сезона 2018/2019.
В июне 2019 года подписал контракт с курским «Авангардом». 22 января 2020 года расторг контракт по обоюдному согласию сторон.
В феврале 2020 года стало известно, что Касаев тренируется с владикавказской «Аланией». За клуб провёл один матч в первенстве ПФЛ; летом команда повысилась в классе, а игрок завершил карьеру.

## Карьера в сборной

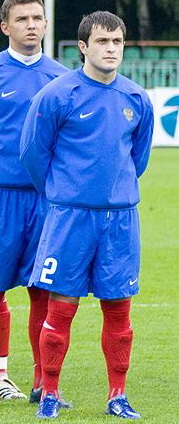
Касаев в составе молодёжной сборной России

В 2008 году провёл три матча в составе молодёжной сборной России в отборочном раунде молодёжного чемпионата Европы 2009 года.
В сентябре 2010 года был вызван в главную национальную сборную России на матч отборочного раунда чемпионата Европы 2012 года против сборной Андорры, но на поле не выходил, как и в матче со Словакией. На товарищеские матчи с Бельгией и Ираном не вызывался.
19 августа 2011 года был вызван в стан второй сборной России на матч с олимпийской сборной Белоруссии.

## Достижения
Командные
«Кубань»
- 2-е место в Первом дивизионе России (выход в Высший дивизион): 2008

«Рубин»
- Чемпион России: 2009
- Бронзовый призёр чемпионата России: 2010
- Обладатель Кубка России: 2011/12
- Обладатель Суперкубка России: 2010, 2012

«Локомотив»
- Чемпион России: 2017/18
- Обладатель Кубка России: 2014/15, 2016/17

«Алания»
- Серебряный призёр первенства ПФЛ: 2019/20 (зона «Юг»)

Личные
- Лучший игрок Первого дивизиона (по версии газеты «Спорт-Экспресс»): 2008
- В Списке 33 лучших футболистов чемпионата России № 2 (2010)

## Статистика
Данные на конец сезона 2017/18
| Клуб               | Сезон            | Чемпионат | Чемпионат | Кубки | Кубки | Еврокубки | Еврокубки | Итого | Итого |
| Клуб               | Сезон            | Игры      | Голы      | Игры  | Голы  | Игры      | Голы      | Игры  | Голы  |
| ------------------ | ---------------- | --------- | --------- | ----- | ----- | --------- | --------- | ----- | ----- |
| Титан              | 2002             | 14        | 0         | 0     | 0     | 0         | 0         | 14    | 0     |
| Титан              | Итого            | 14        | 0         | 0     | 0     | 0         | 0         | 14    | 0     |
| Шинник             | 2003             | 0         | 0         | 0     | 0     | 0         | 0         | 0     | 0     |
| Шинник             | Итого            | 0         | 0         | 0     | 0     | 0         | 0         | 0     | 0     |
| Зенит (СПб)        | 2004             | 0         | 0         | 0     | 0     | 0         | 0         | 0     | 0     |
| Зенит (СПб)        | 2005             | 0         | 0         | 3     | 0     | 0         | 0         | 3     | 0     |
| Зенит (СПб)        | 2006             | 0         | 0         | 0     | 0     | 0         | 0         | 0     | 0     |
| Зенит (СПб)        | Итого            | 0         | 0         | 3     | 0     | 0         | 0         | 3     | 0     |
| Алания             | 2007             | 36        | 3         | 1     | 0     | 0         | 0         | 37    | 3     |
| Алания             | Итого            | 36        | 3         | 1     | 0     | 0         | 0         | 37    | 3     |
| Кубань             | 2008             | 38        | 8         | 1     | 0     | 0         | 0         | 39    | 8     |
| Кубань             | 2009             | 16        | 2         | 0     | 0     | 0         | 0         | 16    | 2     |
| Кубань             | Итого            | 54        | 10        | 1     | 0     | 0         | 0         | 55    | 10    |
| Рубин              | 2009             | 10        | 1         | 0     | 0     | 4         | 0         | 14    | 1     |
| Рубин              | 2010             | 28        | 5         | 1     | 0     | 8         | 1         | 37    | 6     |
| Рубин              | 2011/12          | 30        | 4         | 3     | 1     | 11        | 1         | 44    | 6     |
| Рубин              | 2012/13          | 20        | 2         | 1     | 0     | 10        | 1         | 31    | 3     |
| Рубин              | Итого            | 88        | 12        | 5     | 1     | 33        | 3         | 126   | 16    |
| Динамо (Москва)    | 2013/14          | 19        | 3         | 1     | 0     | 0         | 0         | 20    | 3     |
| Динамо (Москва)    | Итого            | 19        | 3         | 1     | 0     | 0         | 0         | 20    | 3     |
| Локомотив (Москва) | 2014/15          | 26        | 3         | 3     | 0     | 2         | 1         | 31    | 4     |
| Локомотив (Москва) | 2015/16          | 24        | 3         | 2     | 0     | 5         | 0         | 31    | 3     |
| Локомотив (Москва) | 2016/17          | 18        | 1         | 1     | 1     | 0         | 0         | 19    | 2     |
| Локомотив (Москва) | 2017/18          | 2         | 0         | 0     | 0     | 0         | 0         | 2     | 0     |
| Локомотив (Москва) | Итого            | 70        | 7         | 6     | 1     | 7         | 1         | 83    | 9     |
| Всего за карьеру   | Всего за карьеру | 281       | 35        | 17    | 2     | 40        | 4         | 338   | 41    |